# ジョン・ハイデンライク
ジョン・ハイデンライク（Jon Heidenreich、1969年6月28日 - ）は、アメリカ合衆国のプロレスラー。ルイジアナ州ニューオーリンズ出身。

## 来歴
プロレスラーになる以前はアメリカンフットボールで活動し、1994年から1995年にかけて、オフェンスラインマンとしてカナディアン・フットボール・リーグのシュリーブポート・パイレーツでプレイした後、1996年にはアリーナ・フットボール・リーグのテキサス・テラー、1997年にはNFLヨーロッパのフランクフルト・ギャラクシーに在籍。また、NFLの数チーム（ニューオーリンズ・セインツ、アトランタ・ファルコンズ、ワシントン・レッドスキンズ）のトレーニングキャンプにも参加したが、開幕ロースターに残ることはできなかった。
その後プロレスラーに転向し、UPWでのトレーニングを経て2001年にWWEと契約しているが、その際はWWEに登場しなかった。以降は日本に活動拠点を移し、ZERO-ONEに参戦。その際のリングネームの片仮名表記はジョン・ヘンデンリッチである。ZERO-ONEではネイサン・ジョーンズとのタッグチームで活動していた。

### WWE

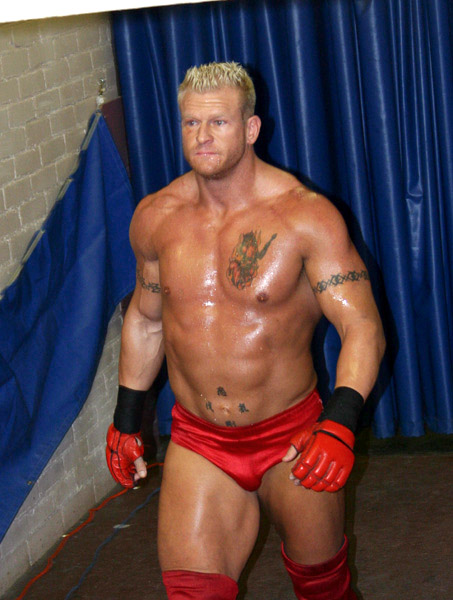
2005年

2003年にWWEと契約し、本名のジョン・ハイデンライク名義で同年9月のRAWでデビュー。当初はベビーフェイスとしての登場であった。
OVWに一旦送られてギミックの練り直しを行った後、2004年よりポール・ヘイマンをマネージャーに従え、ハイデンライクのリングネームでスマックダウンにて再デビュー。狂人ヒールとして、自作の詩を読み上げる詩人のギミックで活動する。
ポール・ヘイマンと離れた後も狂人ヒールギミックを継続させ、2004年に行われたJBLとジ・アンダーテイカーのWWE王座戦の最中にアンダーテイカーを襲撃するなどした。
これが発端となり、2005年1月30日、ロイヤルランブルでのテイカーとのキャスケットマッチ（棺桶デスマッチ）へと発展。その際、ジーン・スニツキーと結託してテイカーを棺桶に入れようとしたが、棺桶に隠れていたケインに阻まれ、敗北。
その後、ブッカー・Tとの抗争をきっかけとして友達を求める孤独なキャラクターにギミックを変更すると共にベビーフェイスに転向。また、入退場時に子供たちと共に「ハイデンライク行進」を始めた。以後、MNMに襲撃されているところに救出にきたロード・ウォリアー・アニマルと新生リージョン・オブ・ドゥーム（LOD）を結成。同年7月24日のグレート・アメリカン・バッシュにおいて、MNMからWWEタッグ王座を奪取した。
2005年末から病気欠場することになり、2006年1月17日にWWE側からの復帰日程提案が物別れに終わり解雇された。

### インディー団体

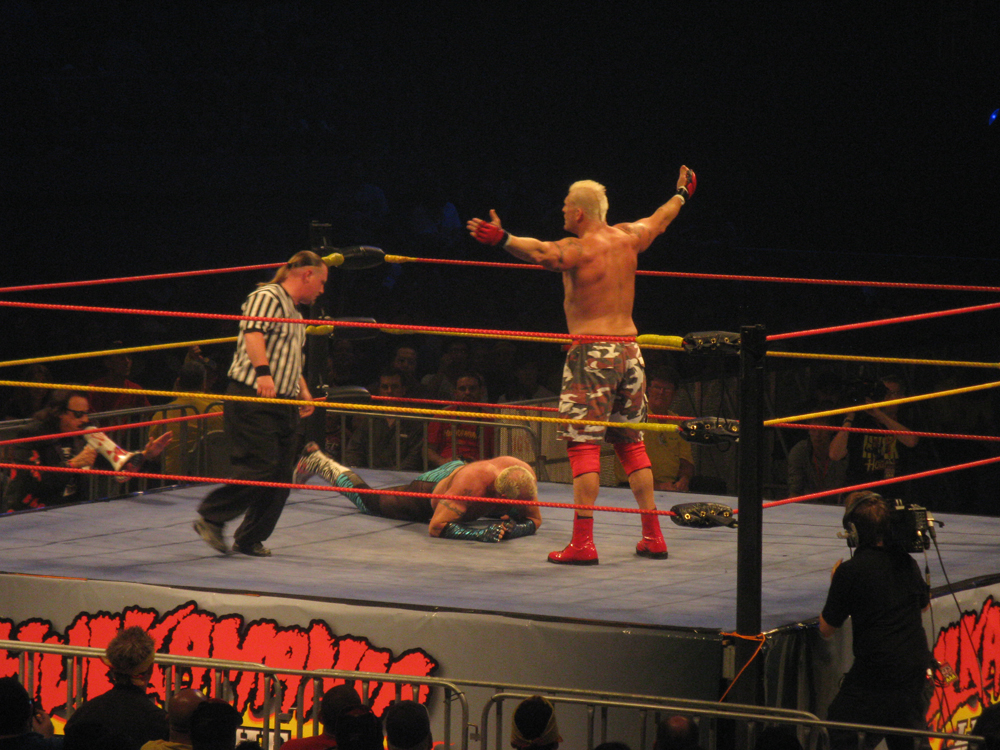
2009年、ハルカマニア

WWE解雇後、カルロス・コロンが主宰するプエルトリコの団体であるWWC（World Wrestling Council）に参戦。WWCでは2006年10月28日にアバッドから同団体の最高王座であるWWCユニバーサルヘビー級王座を獲得。12月16日にカリートに奪われるが、カリートがWWEと契約しているために同日にタイトルを返還した。結果2度戴冠している。
2007年1月6日にカリートの弟であるエディ・コロンに敗退し同王座を明け渡した。また、ルイジアナを拠点とするAAW（All-American Wrestling）やNWE（Nu-wrestling Evolution）、AWR（American Wrestling Rampage）などのインディー団体に参戦。短期間で多くのタイトルを獲得。
2009年11月、ハルク・ホーガンがオーストラリアにて開催したイベントであるハルカマニアに参戦。21日にはブルータス・ビーフケーキ、26日にはピンプ・ファーザーと対戦するがいずれも敗戦している。

## 得意技
スクラップバスター
フィニッシャーとして使われている。スピニング・サイドスラム
リバース・ショルダーバスター
カナディアン・バックブリーカーの要領で相手を抱え上げ、一歩前に踏み出すようにして立てた膝の上に相手の肩を叩きつける。
コブラクラッチ
ドゥームズデイ・デバイス
新生LOD時代のアニマルとの合体技。
カタパルト・バックブリーカー
エレクトリック・チェアードロップ

## 獲得タイトル
WWE
- WWEタッグ王座 : 1回（w / アニマル）

WWC
- WWCユニバーサルヘビー級王座 : 2回

NWA
- NWAインターコンチネンタルタッグ王座 : 1回（w / ネイサン・ジョーンズ）
- NWA中部フロリダヘビー級王座 : 1回

AAW
- AAWヘビー級王座 : 1回
- AAWタッグ王座 : 1回（w / ロドニー・マック）

他、米インディー団体を中心に多数のタイトルを獲得。